# Asa Hutchinson
William Asa Hutchinson (Bentonville, 3 de diciembre de 1950) es un político estadounidense que se desempeñó como el 46.º gobernador de Arkansas, desde el año 2015 hasta el 2023. En el pasado fue juez en Fort Smith, Arkansas en el distrito del Oeste de Arkansas, fue congresista del Distrito 3 de Arkansas, administrador de la DEA y el primer subsecretario del departamento de seguridad local.
En 2006, Hutchinson fue postulado por el partido republicano como candidato a la gobernatura de Arkansas y perdió ante el demócrata Mike Beebe quien era el procurador general de Arkansas. En 2014 Hutchinson fue nuevamente el candidato republicano a gobernador, ganando en esta ocasión la elección frente al demócrata Mike Ross, comenzando a ser el gobernador en funciones del estado de Arkansas.
Fue precandidato del GOP a Presidente de su país en 2024, retirándose de la contienda ante la inevitable victoria del Expresidente Donald Trump.

## Vida familiar
La familia Hutchinson eran dueños de esclavos en Arkansas y Carolina del Sur.